# Natalie Schafer
Pour les articles homonymes, voir Schafer.
Natalie Schafer est une actrice américaine née le 5 novembre 1900 à Red Bank, New Jersey (États-Unis), décédée le 10 avril 1991 à Los Angeles (Californie). Elle a également réalisé en 1977 un épisode de la série La croisière s'amuse (The Love Boat).

## Filmographie

### comme actrice
- 1941 : The Body Disappears : Mrs. Lunceford
- 1942 : Quelque part en France (Reunion in France) de Jules Dassin : Frau Amy Schröder (non créditée)
- 1944 : Le mariage est une affaire privée (Mariage is a private affair) : Mrs. Irene Selworth
- 1944 : The Doughgirls : Third Woman with Baby
- 1945 : L'amour s'en va-t-en guerre (Keep your powder dry) : Harriet Corwin
- 1945 : Molly and Me de Lewis Seiler : Kitty Goode-Burrows
- 1945 : Le Joyeux Phénomène (Wonder Man) de H. Bruce Humberstone : Mrs. Hume
- 1945 : Mascarade à Mexico (Masquerade in Mexico) : Irene Denny
- 1947 : L'Orchidée blanche (The Other Love) : Dora Shelton
- 1947 : La Femme déshonorée (Dishonored Lady) : Ethel Royce
- 1947 : Repeat Performance d'Alfred L. Werker : Eloise Shaw
- 1948 : Le Secret derrière la porte (Secret Beyond the Door...) : Edith Potter
- 1948 : Le Bar aux illusions (The Time of Your Life), de H. C. Potter : Une femme du monde
- 1948 : La Fosse aux serpents (The Snake Pit) : Mrs. Stuart
- 1949 : Caught : Dorothy Dale
- 1951 : L'Ambitieuse (Payment on Demand) : Mrs. Edna Blanton
- 1951 : Le Temps des cerises (Take Care of My Little Girl) de Jean Negulesco : Mother Cookie Clark
- 1951 : L'Amant de Lady Loverly (The Law and the Lady) : Pamela Pemberson
- 1951 : Love of Life (série télévisée) : Augusta Rolland (year unknown)
- 1951 : Une vedette disparaît (Callaway Went Thataway) de Melvin Frank et Norman Panama : Martha Lorrison
- 1952 : Just Across the Street : Gertrude Medford
- 1952 : Qui donc a vu ma belle ? (Has Anybody Seen My Gal?) : Clarissa Pennock
- 1953 : The Girl Next Door : Evelyn the maid
- 1953 : Three Steps to Heaven (série télévisée) : Nurse Gaines
- 1954 : La Grande Nuit de Casanova (Casanova's Big Night) : Signora Foressi
- 1955 : La Maison sur la plage (Female on the beach) : : Queenie Sorenson
- 1956 : Son ange gardien (Forever, Darling) d'Alexander Hall : Millie Opdyke
- 1956 : Anastasia : Irina Lissemskaia / Nini
- 1957 : Ma femme a des complexes (Oh, Men! Oh, Women!) : Mrs. Day
- 1957 : Bernardine : Mrs. Madge Beaumont
- 1960 : Thriller (série télévisée)
- 1961 : Histoire d'un amour (Back street) de David Miller : Mrs. Evans
- 1961 : Cet enfant est mien (Susan Slade) de Delmer Daves : Marion Corbett
- 1964 : L'Île aux naufragés (Gilligan's Island: Marooned) (TV) : Mrs. Howell
- 1969 : The Survivors (série télévisée) : Eleanor Carlyle
- 1951 : C'est déjà demain ("Search for Tomorrow") (série télévisée) : Helen Collins (1971-1972)
- 1973 : Quarante carats de Milton Katselas : Mrs. Adams
- 1974 : The New Adventures of Gilligan (série télévisée) : Eunice Wentworth 'Lovey' Howell
- 1975 : Le Jour du fléau (The Day of the Locust) : Audrey Jennings
- 1978 : Rescue from Gilligan's Island (en) (TV) : Lovey Wentworth Howell
- 1979 : The Castaways on Gilligan's Island (en) (TV) : Lovey Wentworth Howell
- 1981 : The Harlem Globetrotters on Gilligan's Island (en) (TV) : Lovey Wentworth Howell
- 1982 : Gilligan's Planet (série télévisée) : Lovey Howell (voix)
- 1989 : Beverly Hills Brats : Lillian
- 1990 : Red Evil Terror (I'm Dangerous Tonight) (TV) : Grandmother